# Les Pilleurs de tombes de l'espace
Les Pilleurs de tombes de l'espace est la traduction du jeu anglais Grave Robbers From Outer Space, un jeu de société créé en 1991 par Stephen Tassie. Il est édité par Z-Man Games et distribué par Le Septième Cercle. C'est un jeu humoristique où chacun réalise un film de série Z et doit le protéger des tentatives de sabotages des autres joueurs.
Le titre du jeu est le nom que devait à l'origine porter le film Plan 9 from Outer Space d'Ed Wood, qui a été qualifié de « plus mauvais film de tous les temps ».
Les Pygmées cannibales de la jungle maudite est un autre jeu du même éditeur utilisant le même système de règles et pouvant être utilisé comme supplément au Pilleurs de tombes....

## Principe général
Les différents éléments du film ont un certain nombre de points de défense qui constituent la force de ce film, le but étant d'avoir le film ayant le plus de points.

## Types de cartes
Il existe cinq types de cartes :
- Les Personnages. Ce sont les héros d'un film.
- Les Décors. Là où se déroule un film.
- Les Accessoires, qu'on associe à un personnage ou à une créature.
- Les Créatures, qui peuvent attaquer les personnages.
- Les Effets Spéciaux, les seules cartes qui peuvent être jouées à tout moment.

Chaque carte comporte en bas un mot dans l'esprit des films de série Z. Les cartes personnages, décors, accessoires et créatures comportent un nombre indiquant leur capacité d'attaque ou de défense.

## Déroulement du jeu

### Avant le premier tour
Un joueur pioche six cartes et les dévoile à tous pour constituer un titre de film de série Z à partir des mots figurant en bas des cartes.
Chaque joueur pioche ensuite six cartes, et pose tous les personnages qu'il possède. Si un joueur n'a pas de personnage en main, il rend son jeu et repioche six nouvelles cartes jusqu'à l'obtention d'au moins un personnage.

### La partie
À chaque tour, chaque joueur pioche pour se constituer une main de six cartes. Puis il peut :
- Déposer un décor ou changer un décor existant pour n'importe quel film.
- Ajouter des personnages à son film.
- Adjoindre ou déplacer des accessoires aux personnages existants.
- Attaquer les personnages des autres films avec ses créatures ou effets spéciaux.
- Se défausser.

### Attaque d'un film
Un joueur peut attaquer un personnage du film d'un de ses adversaires avec une créature. Si les points d'attaque de cette créature forment un total supérieur ou égal à la défense du film adverse (qui comprend les personnages, leurs accessoires, et le décor ainsi que les éventuels bonus), l'attaque réussit et le personnage est retiré du film.
Les effets spéciaux permettent d'attaquer ou de défendre un film à tout moment.

### Fin de partie
La partie se termine lorsque la carte envoyez le générique est jouée ou lorsque la pile de pioche est terminée. À ce moment, tous les joueurs comptent leur score en cumulant les points de défense du film hors bonus. Ils ajoutent ensuite cinq points par carte posée dans leur film ou présente dans leur main où figure un mot du titre déterminé en début de partie.